# Найкоротший звіт про руйнування Індій
«Найстисліше повідомлення про сплюндрування Індій» (ісп. Breuíssima relacion de la destruycion de las Indias) — виданий у 1552 році публіцистичний твір іспанського священика та ченця, церковного і громадського діяча та письменника Бартоломе де лас Касаса (1484—1566), який справив значний вплив на західноєвропейську громадську думку XVI—XVII століть.

## Історія створення
Матеріали, на основі яких Б. де Лас Касас написав «Найстисліше повідомлення», були зібрані та опрацьовані ним у 1541–1542 роках під час підготовки до участі у так званих «Вальядолідських зібраннях», нарадах вищих кастильських високодостойників та урядовців з метою вдосконалення законодавства, на підставі якого мало здійснюватись управління іспанськими колоніями в Америці (т.зв. «Західними Індіями»). Королівський хроніст Алонсо де Санта-Крус повідомляє, що «вони збиралися багато днів у певну годину, поки він (Лас Касас) повністю не прочитав їм деяке повідомлення, яке приніс написаним, вельми об’ємне». На думку американського історика Льюїса Ганке це й був повний, первинний варіант «Повідомлення», який дослідник умовно називає «Розширеним повідомленням про зруйнування Індій» (ісп. «Larguísima relación de la destruición de las Indias»). На прохання Хуана Мартінеса Гіхарро Сілісео, наставника спадкоємця престолу Філіпа, Лас Касас склав для його вихованця скорочений витяг, першу редакцію якого було завершено 8 грудня 1542 р. у Валенсії. Проте, він не був оприлюднений чи переданий замовнику.
У 1546 році до скороченого витягу було внесено незначні доповнення про похід Ернандо де Сото у Флориду та про події в Перу; ймовірно, Лас Касас мав намір надіслати комусь свій твір. У 1548 був підготовлений до видання дуже відозмінений текст «Найстислішого повідомлення» під заголовком «Узагальнена історія та найстисліше і правдиве повідомлення про те, що побачив і записав превелебний отець брат Бартоломе де Ла-Пенья з ордену Предикадорів с приводу тужного та сумного сплюндрування Індій, островів і материку Північного Моря» (ісп. «La Historia sumaria y relación brevísima y verdadera de lo que vio y escribió el reverendo padre fray Bartolomé de la Peña, de la Orden de Predicadores, de la lamentable y lastimosa destruición de las Indias, islas y tierra firme del mar del Norte»). Щоправда, Ісасіо Перес Фернандес вважає, что автором цього текста був не сам Лас Касас, а один із його супутників, італієць за походженням Хордан де П’ямонте [Jordán de Piamonte]. Цей текст не був завершений.
Після диспуту 1550-51 р. з Хуаном Хінесом де Сепульведою у Вальядоліді, підсумками якого Лас Касас залишився незадоволеним, з метою більш детального обґрунтування своєї позиції він вирішив надрукувати деякі свої написані раніше твори, в тому числі «Найстисліше повідомлення». До цього часу залишається предметом дискусій питання, за який кошт було надруковано ці книжки, і чи отримав на це автор дозволи з боку влади. Рамон Ернандес вважає, що Лас Касас скористався правом єпископа видавати трактати без цензури, на думку Ісасіо Переса Фернандеса, книги було видано на підставі королівського привілею і за згодою Ради Індій (на що вказує королівський герб на палітурці), Фернандо Домінгес Ребоїрас висловив припущення, що видання було здійснено за підтримки домінікан із севільського монастиря Сан-Пабло, членів Ради Індій, Каса-де-Контратасьйон і навіть з відома Великого інквізитора Вальдеса. Протягом 1552-53 р. у севільських друкарнях Себастьяна Трухільо та Хакоме Кромбергера вийшли у світ вісім написаних/ у різний час творів Бартоломе де Лас Касаса, серед них (імовірніше за все наприкінці листопада 1552 р.) «Найстисліше повідомлення про сплюндрування Індій», надруковане готичними літерами на 92 сторінках у типографії Себастьяна Трухільо.

## Структура та зміст
Твір Лас Касаса складається з 22 розділів. З них «Предмет», передмова, вступний розділ і епілог мають загальний характер, решту 18 написано за географічно-хронологічним принципом – в кожному розділі описуються події у певному географічному регіоні, при цьому Еспаньолі (Санто-Домінго) та Новій Іспанії (тобто сучасній Мексиці), присвячено по два розділи. Розділи розташовано, загалом, у порядку їх завоювання іспанцями:
1. «Про острів Еспаньола»;
2. «Про королівства, що були на Еспаньолі»;
3. «Про острів Куба»;
4. «Про Материк» (тобто, Панаму);
5. «Про провінцію Нікарагуа»;
6. «Про Нову Іспанію» (тобто, Мексику);
7. «Про королівство і провінції Гватемали»;
8. «Про Нову Іспанію: дещо про Пануко та Халіско»;
9. «Про королівство Юкатан»;
10. «Про провінцію Санкта Марта» (східна частина Карибського узбережжя Колумбії);
11. «Про провінцію Картахена» (центральна та західна частини Карибського узбережжя Колумбії);
12. «Про Беріг Перлів, Парію та острів Тринідад» (західне узбережжя Венесуели та Тринідад);
13. «Про ріку Юяпарі» (Оріноко);
14. «Про королівство Венесуела»;
15. «Про провінції Флориди» (південний схід США);
16. «Про Срібну Ріку» (північне узбережжя Аргентини);
17. «Про розлогі та просторі провінції Перу»;
18. «Про Нове королівство Гранада»

За змістом текст є описом подій, пов’язаних із підкоренням європейцями корінного населення Америки, що охоплює час від 1492 до 1542 року, і простір від південного сходу сучасних США до узбережжя Аргентини. Лас Касас у більшості випадків, щоб уникнути судових процесів за звинуваченнями у наклепах, не називає імена конкістадорів, обмежуючись позначеннями «тиран», «тирани», втім, його персонажів досить легко ідентифікувати. Винятком є опис завоювання території сучасного Еквадору, де Лас Касас наводить текст іншого автора, Маркоса де Ніси, і прямо називає Себастіана де Беналькасара.
Майже всі наведені Лас Касасом відомості про події підтверджуються свідченнями інших авторів, у тому числі очевидців, або документами. Наявні фактичні помилки (наприклад, про обставини смерті Атавальпи) належать не самому Лас Касасу, а запозичені ним з джерел, якими він користувався. Разом із тим, практично всі сучасні дослідники згодні, що наведені Лас Касасом кількісні дані є завищеними і недостовірними.

## Жанр і стиль
За формою «Найстисліше повідомлення» написано як огляд історії іспанських завоювань в Америці. Втім, насправді це гостропубліцистичний памфлет, що переслідував цілком конкретні політичні цілі:
1. законодавчо заборонити рабство індіанців;
2. в період підготовки до реформи законодавства з питань устрою заокеанських колоній Іспанії та управління ними схилити владу до максимального обмеження можливостей свавілля європейських колоністів стосовно корінного населення;
3. не допустити надання Короною подальших дозволів на «відкриття» та «завоювання» нових територій, що набуло особливої гостроти у зв’язку з експедиціями Ернандо де Сото до Флориди та Франсіско де Коронадо до Каліфорнії.

Задля досягнення своєї мети автор цілком свідомо відбирав і викладав лише ті факти, які підтверджували центральну тезу його праці, а саме:
«І не було зроблено нічого іншого за сорок років у цих краях, досьогодні, і сьогодні, у цей день це роблять, крім як винищувати їх [індіанців], вбивати їх, утискувати їх, гнобити їх, катувати їх, зводити їх вигадливими, й новими, й різноманітними, й ніколи більше не баченими, не читаними й не чуваними видами жорстокості». 
Водночас Лас-Касас всіляко підкреслює несумісність описаних ним діянь конкістадорів із засадами божественного, природного та людського права, та прагне довести їх невідповідність інтересам Кастильської Корони та католицької церкви, яким зовсім не корисне масове вимирання корінного населення Нового Світу. Свій твір він закінчує реченням: «Й під приводом служиння королеві іспанці в Америці знечещують Бога і грабують і руйнують Короля».
У «Найстислішому повідомленні» Лас-Касас максимально застосовував свій проповідницький досвід впливу на свідомість читача за допомогою  публіцистичних прийомів і образних засобів.
Лас-Касас широко використовує стилістичні фігури: метафори, перебільшення (гіперболи), нагромадження (плеоназми), неповні речення (еліпсіси), незвичайний порядок слів (інверсії), риторичні протиставлення (антитези). «Найстисліше повідомлення» повне прямих цитат зі Святого Письма, натяків на них, латинізмів і юридизмів. Разом із тим, обмежений набір конструкцій і форм, що повторюються, створює стилістичну монолітність оповідання, яке малює перед читачем похмуро безпросвітну картину. «Найстисліше повідомлення» написане виразною, барвистою та соковитою, але складною мовою, довжелезними складнопідрядними реченнями, наприкінці яких читач подекуди губить думку, висловлену на початку.